# Chemtrails over the Country Club (пісня)
«Chemtrails over the Country Club» — пісня американської співачки та авторки пісень Лани Дель Рей. Він був випущений 11 січня 2021 року Interscope Records і Polydor Records як заголовний трек і другий сингл з її сьомого однойменного студійного альбому. Пісню написав і спродюсував Дель Рей і постійний співавтор Джек Антонофф.
У вересні 2020 року в інтерв'ю журналу Interview Лана Дель Рей заявила, що вибрала «Chemtrails over the Country Club» як титульну пісню альбому, оскільки тексти пісень стосуються її «приголомшливих подруг» і «красивих братів і сестер» («про кого так багато на альбомі»), також згадуючи «сильне бажання бути нормальною і усвідомлювати, що коли у вас надмірно активний, ексцентричний розум, запис на зразок Chemtrails — це саме те, що ви отримаєте».

## Історія створення
31 серпня 2019 року, в день виходу її шостого студійного альбому Norman Fucking Rockwell!, Лана Дель Рей оголосила, що вже почала роботу над іншим альбомом. 25 травня 2020 року вона оголосила в Instagram, що альбом буде називатися Chemtrails over the Country Club. Альбом спочатку планувалося випустити 5 вересня 2020 року, але пізніше вона повідомила, що реліз було перенесено на 19 березня 2021 року в основному через затримки у виробництві вінілу, спричинені пандемією COVID-19.
1 вересня 2020 року Лана Дель Рей опублікувала в Instagram відео, на якому вона знімає музичне відео. У відео вона оголосила, що музичний кліп буде на заголовний трек і другий сингл з альбому «Chemtrails over the Country Club», і заявила про іншу пісню, над якою вона працювала, «Let Me Love You Like a Woman», буде випущено як головний сингл з альбому, перш ніж буде випущено альбом «Chemtrails over the Country Club». («Let Me Love You Like a Woman» вийшов 16 жовтня 2020 року) 22 грудня Лана Дель Рей опублікував у соціальних мережах відео зі сценами з музичного кліпу та оголосила, що «Chemtrails over the Country Club» і супровідне музичне відео вийде 11 січня 2021 року, у той самий день, коли альбом стане доступний для попереднього замовлення.

## Оцінка критиків
«Chemtrails over the Country Club» отримав загалом схвальні відгуки. У рецензії для NME Ріан Дейлі описав пісню як «непритомну» та «прекрасну». У двох статтях, присвячених пісні для Vulture, Джастін Керто описав пісню як «одну з класичних мрійливих пісень про кохання [Лани Дель Рей]» і «більш цікаву, ніж головний сингл „Let Me Love You Like a Woman“, але не „більш суттєвий“, відзначаючи, як Дель Рей „гойдається і співає в делікатному ритмі, зрештою знаходячи свій шлях до глюкавого мосту“, але припускаючи, що в ліричному плані вона „лише говорить за себе“ і „не має дуже глибоко сказати“. Том Кертіс-Хорсфолл з GigList висловив думку, що „якщо Norman Fucking Rockwell! звучав як передсмертний заклик до американської мрії“, то „Chemtrails over the Country Club“ відчуває, що Лана Дель Рей тепер відчайдушно хоче вчепитися в цей забутий світ невинності, передмістя та наївності».
У рецензії на Chemtrails over the Country Club для Pitchfork, присвоївши альбому рейтинг 7,5 з 10, Міна Таковілі описала пісню як «баладу, взяту безпосередньо з духу Лани Дель Рей, все медове сонце, грошові посмішки, задоволення жити щедро». Таковілі прокоментував назву пісні та її підривні ліричні теми, заявивши, що «чи мала це бути нахабною, жартом чи взагалі ні» («неважливо, вірить вона насправді в таємну геоінженерію чи ні»), «бездоганне узгодження назви з настроєм і зовнішністю того моменту — змовницьке мислення, сяюча похмурість, крихкість і пропозиція про тип людини, який асоціюється зі словами „заміський клуб“ — було актом поезії. Було дивовижно почути, як бард білого американця говорить про те, яка омана охопила націю».

## Музичне відео
Музичне відео на «Chemtrails over the Country Club» було опубліковано на YouTube разом із піснею 11 січня 2021 року. Його режисером став американський кінопродюсерський дует BRTHR. У рецензії на Chemtrails over the Country Club для Pitchfork Міна Таковілі описала музичне відео так: «Лана в масці з діамантової сітки, трохи схожа на Хеді Ламарр у низькій точності, мило поглядає з водійського місця Mercedes-Benz Cabriolet», тоді як «chemtrails стріляють над головою в перехресті, коли Лана дивиться вгору широко розплющеними очима».
Музичне відео, яке використовує візуальний стиль і обстановку, що нагадує американу 1960-х років, починається, як описує Клер Шаффер з Rolling Stone, як «стереотипне відео Лани Дель Рей», перериваючись між сценами, де Лана Дель Рей керує червоним Mercedes-Benz 500K 1930-х років. Кабріолет (насправді копія, зроблена Heritage Motors у 1990 році), відпочиваючи з друзями біля басейну заміського клубу з «chemtrails» у небі над ними, надягаючи коштовності. Приблизно в середині музичного відео пісня, як описує Джастін Курто з Vulture, перетворюється на «глючий міст», співвідношення сторін відео змінюється, і відео швидко переривається між сценами вичавленого або покусаного лимона та сценою Лани Дель Рей. В'їжджаючи на своїй машині в торнадо, завершившись сценою, де Дель Рей та її друзі зображені вночі в лісі як перевертні. Лани Дель Рей, її друзі та вовк стоять біля охопленого вогнем автомобіля, зображеного на початку кліпу. Пісня починає затихати, коли відео переривається між сценами, де Дель Рей під душем, знімає свої прикраси та змиває з себе кров, а біля її ніг лежить мертвий птах. Музичне відео закінчується сценою, в якій її друзі, все ще представлені як перевертні, повертаються додому і лягають спати.
З моменту релізу музичне відео зібрало понад 26 мільйонів переглядів на YouTube.

## Кадри

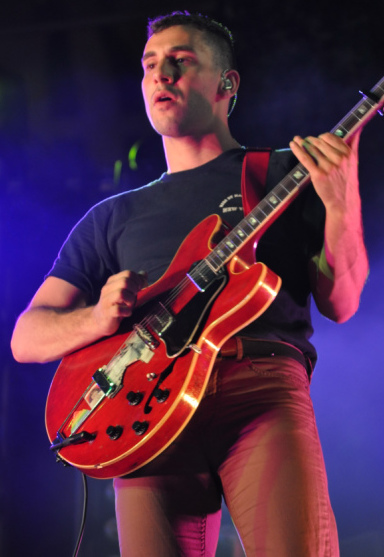
Джек Антонофф був співавтором, співпродюсером і грав на різних інструментах у треку.

Титри адаптовано з Tidal.
- Лана Дель Рей — вокал, автор пісень, продюсер
- Джек Антонофф — автор пісень, продюсер, 12-струнна акустична гітара, бас, барабани, гітара, клавішні, Mellotron, піаніно, мікшер
- Деніел Хіт — струнні
- Еван Сміт — валторна
- Лаура Сіск — інженер, мікшер
- Джон Руні — асистент інженера звукозапису
- Джон Шер — асистент інженера звукозапису
- Кріс Герінгер — майстер-інженер

## Історія випуску
| Регіон    | Дата          | Формат            | Мітка         | Ref.   |
| --------- | ------------- | ----------------- | ------------- | ------ |
| Весь світ | 11 січня 2021 |                   |               | [ 28 ] |
| Італія    | 22 січня 2021 | Сучасне радіо хіт | Універсальний | [ 29 ] |